# 稚內大飯店
稚內大飯店（日语：／ Wakkanai Gurando Hoteru）是位於日本北海道稚内市的酒店、企業。飯店內有從地下1,200公尺湧出富含油分的化石海水作為溫泉。

## 設施
客室
- 本館
  - 單人房 (14 m²)
  - 雙人房 (18 m²)
  - 休閒雙人房 (20 m²)
  - 和室 (12畳〜22畳)
- 新館
  - 雙人房 (24〜29 m²)
  - 現代雙人房 (24〜29 m²)
  - 和室 (10畳〜20畳)

溫泉
- 源泉名：ふれあいの湯[2]
- 泉質：含碘—鈉—氯化物強氯温泉（高張性中性溫泉）[2]

餐廳
- 餐廳 泉
- 居酒屋 潮

宴會
- 鳳（洋室、容量80名）
- 紫陽花（和室、容量36名）

## 交通
- 北海道旅客鐵道（JR北海道）南稚內車站步行約3分鐘
- 稚內機場車程約20分鐘

## 关連項目
- 《人生就如全餐（日语：人生はフルコース）》 - NHK播出的電視劇。青春篇登場的園田進，角色原型為飯店前總料理長皆川吉勝。

## 外部連結
- 稚内グランドホテル （页面存档备份，存于） （日語）
- 稚內大飯店的Facebook專頁